# Toktogul
Toktogul Szatilgan uulu (1864. október 25. – 1933. február 17.) kirgiz költő, demokrata, gondolkodó, népszerű és elismert komuz játékos és improvizátor.

## Élete
Szegény családban született, Kirgizisztán egyik apró falvában. Édesanyja nagyon szépen énekelt, és így ő nyolcéves korában kezdett énekelni. Később, pásztorként, dalokat írt élete nehézségeiről, és ez a téma egész életművét végigkíséri. Élete végéig szegény maradt – még szerelmét is elveszítette egy gazdagabb ember miatt –, és mindig szegény embereknek tartotta előadásait, nem pedig a gazdag közönségnek, akikről elítélő dalokat írt, megróva őket a szegényebbek kizsákmányolása miatt. Igen tehetségesnek bizonyult a műfajban, 18 éves korára „hivatásos előadóművésszé” vált, ekkor nyerte meg élete legfontosabb művészeti versenyét, ahol a két másik résztvevő egymást becsmérlő dalai miatt esett ki. Természetesen a helyi arisztokrácia szemét nagyon csípte az énekmondó sikere, ezért megvádolták, hogy részt vett az oroszok elleni helyi felkelésben. Szibériai száműzetésre ítélték, ahonnan kétszer is szökést kísérelt meg, de mindkét alkalommal elfogták és visszazárták a lágerba.
1910-ben harmadszor is megszökött, ekkor sikeresen, és ezt a sikert nagyban elősegítette, hogy barátai széles körben elterjesztették, hogy Toktogul megfulladt. Ezt követő dalaiban számos utalást találunk orosz barátaira – Szemjonra és Haritonra –, akik segítették a szökésben.
A szovjet hatalom először felkarolta, szocialistának nevezték Toktogult, azt mondták, hogy a kirgiz demokrácia vele kezdődött, és, hogy a kirgiz költészet 1919-ben vette kezdetét, amikor a helyi komisszárnak egy Lenin dicsőségét zengő dalt adott elő. Később azonban Toktogul kegyvesztetté vált a hatalom szemében.

## Munkássága
Életét és munkásságát négy szakaszra lehet bontani. Az első, a „Szibéria előtti” időszak, amikor munkái a hagyományos népzene jellegzetességeit követi, valamint lírai, szerelmes dalokat adott elő. Második korszakában a példamutató dalok, segítő énekek illetve figyelmeztető eposzok voltak jellemzőek. Harmadik korszaka Szibériából való hazatérése és a Szovjetunió előtti időszak közötti dalait tartalmazza. Ekkor készült a tragikus hangvételű, „Nincs már fiam” című dala, amelyben fiát, Topcsibájt siratja, aki Toktogul szibériai száműzetése alatt meghalt. Negyedik, utolsó korszaka a szovjet korszak, amikor az „Éljen a Szovjet Hatalom” vagy a „Micsoda anya, aki Leninnek adott életet” címmel komponált dalokat.

## Emlékművei
Kirgizisztánban várost neveztek el Toktogulról. A város melletti Narin folyón kialakított víztározó és a völgyzáró gát is az ő nevét viselik.
Biskek egyik egyirányú főutcája a Toktogul út, szobra az Opera- és Balettszínház előtt áll, kezében komuzzal, amelynek eredetije a szemközti múzeum kiállításában tekinthető meg. Egykori lakóháza ma emlékházként látogatható.
A biskeki Filharmónia Toktogul nevét viseli, az udvarán álló emlékművek között ő a leghíresebb manaszcsi.

## Egyéb megjelenései
Eredetileg minden szom bankjegyen Toktogul portréja volt látható, mára csak a 100 szomos bankjegyen maradt meg. Az első kiadás hátoldalán a Toktogul víztározó és a Narin folyón elhelyezkedő vízierőmű látható. A 2002-ben kibocsátott új bankjegy hátoldalán a Tengri kán hegység látható.

## Külső hivatkozások
- Toktogul at https://web.archive.org/web/20140709191953/http://www.kyrgyzmusic.com/
- Toktogul at https://web.archive.org/web/20140716145733/http://www.fantasticasia.net/
- Traditional culture and folklore of Kyrgyzstan